# Zabani
 (février 2021).
Si vous disposez d'ouvrages ou d'articles de référence ou si vous connaissez des sites web de qualité traitant du thème abordé ici, merci de compléter l'article en donnant les références utiles à sa vérifiabilité et en les liant à la section « Notes et références ».
 (février 2021).

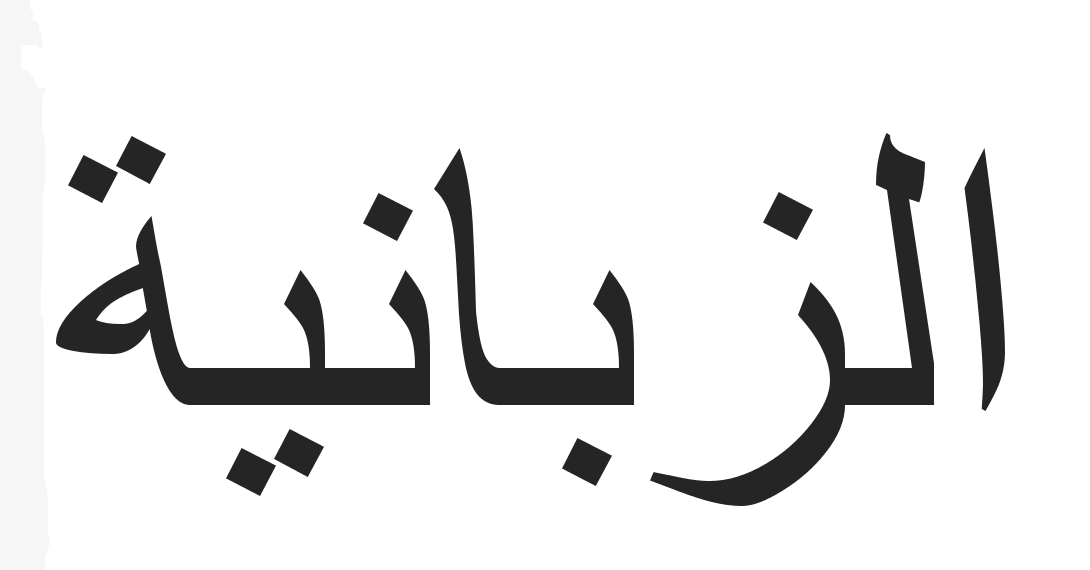
Zabani en arabe

Dans l'Islam, les Zabani sont des créatures de l'enfer,. Ils punissent les détenus au nom d'Allah. Le plus puissant d'entre eux est Malik. Ils ont été créés à partir du feu de l'enfer et se battent parfois contre les anges de la grâce. La littérature islamique les décrit comme laids, forts et avec des yeux brûlants. Parfois, ils accompagnent aussi les anges de la mort pour emmener les pécheurs avec eux en enfer. 